# 대통령트리비아
《대통령트리비아》는 2017년 발간된 대한민국 최초의 대통령 트리비아 책이다. 삼성전자 해외영업 출신 안승환의 저서로서 도서출판 기파랑을 통해 출간되었다. 
역대 대통령에 대한 소소한 일상을 알게 된다면 그들에 대한 애정을 갖게 될 것이라는 저자의 바람이 대한민국 최초의 대통령 트리비아 책이 나오게 된 계기가 되었다. 